# Платтяна воша
Платтяна воша, натільна воша (Pediculus humanus humanus, або Pediculus humanus corporis) — комаха-паразит людини, що володіє суворою специфічністю до свого господаря.

## Історія
Платтяні воші були відомі в далекій давнині. Вважається, що в 1909 році Шарль Ніколь в дослідах по зараженню платтяних вошей хворих мавп на епідемічний висипний тиф вперше встановив, що воші є переносниками висипного тифу. Однак у вітчизняній літературі зустрічаються описи того, що цей факт був встановлений майже за два десятиліття (до 1892 р.) до початку дослідів Ніколя професором Київського університету Григорієм Мінхом.

## Характеристика
Разом з лобковою і головною вошею, є однією з морфотипів людської воши. На думку Марка Стоункінга, що зібрав зразки головних і платтяних вошей у жителів 12 країн від Ефіопії до Еквадору і Нової Гвінеї, платтяна воша відокремилась від головної воші не пізніше 72 ± 42 тис. років тому. Виникнення платтяної воші пов'язують з поширенням одягу. Головна і платтяна воші розглядаються як морфотипи одного виду. Однак уточнення їх таксономічного статусу вимагає додаткових досліджень.
Платтяна воша зазвичай паразитує на одязі людини. При цьому вона живе і відкладає яйця (гниди) в складках одягу і на його ворсі, а харчується тимчасово переходячи з одягу на шкірний покрив.
Воші добре пристосовані до харчування на господарях. Вважається, що платтяна воша, на відміну від головної, еволюційно молодший вид паразита, оскільки одяг як субстрат для проживання з'явився значно пізніше, ніж волосся на шкірному покрові ссавців.
Ротовим апаратом комахи-паразита є колючі голки, які розташовані у вивернуту з ротової порожнини м'яку трубку (хоботок), краї якої щільно притискаються до проколюючої шкіри. Кровосмоктання здійснюється за рахунок м'язових скорочень глоткового насоса і глотки. У слині вошей міститься фермент антикоагулянтних властивостей, що перешкоджає згортанню крові.
З короткого стравоходу кров надходить у сильно розтягнутий шлунок. Зазвичай доросла особина випиває від 1 до 3 мкл (0,001-0,003 мл) крові. Середня вага комахи дорівнює 1 мг. Самиці більші за розмірами та вагою, тому вони випивають більше крові, ніж самці. Через напівпрозорий хітин добре видно процес харчування вошей кров'ю: їхнє черевце роздувається, кишечник ритмічно скорочується, приймаючи в себе все нові і нові порції крові, а тільце її стає темно-червоного кольору.
У 2010 році був розшифрований геном платтяної воші. Його обсяг виявився найменшим серед всіх вивчених комах — всього 108 млн пар нуклеотидів.